# Minderheid
Een minderheid is een deel van een groep met minder dan de helft van het totale aantal leden van die groep. Een minderheid in de samenleving kan onder meer etnisch-cultureel, religieus of linguïstisch van aard zijn.
Een minderheid kan, binnen een samenleving, soms de dominante groep zijn, of er de politieke meerderheid vormen. Een voorbeeld van zo'n minderheid waren de Mantsjoes in China, die gedurende een bepaalde periode in de geschiedenis van China heersten over de Han-meerderheid. Zie ook het lemma Qing-dynastie. 
De term allochtoon wordt soms gebruikt voor iemand uit een etnisch-culturele minderheid.
Naast de minderheid in de letterlijke, getalsmatige zin, bestaat er de 'minderheid' in de sociologische zin van 'achtergestelde groep': bijvoorbeeld vrouwen of arbeiders. Deze minderheden proberen veelal te emanciperen. Dit doen ze door verschillende strategieën te gebruiken, bijvoorbeeld het benadrukken van hun eigen hoogstaande normen en waarden.